# Komsomol'skoe
Komsomol'skoe (in russo Комсомольское?; in ciuvascio: Аслă Каçал) è un villaggio della Russia europea centrale, capoluogo del distretto Komsomol'skij nella Repubblica dei Ciuvasci. Aveva una popolazione di 4632 abitanti nel 2021.
Si trova sul fiume Kubnja, 115 chilometri a sud di Čeboksary e 30 km a sud di Kanaš.